# 黑崎一護
黑崎一護（日语：／ Kurosaki Ichigo */?）是日本漫畫《BLEACH》中的虛構人物、男主角。擁有虛、人類、死神、滅卻師等等血統。於屍魂界的身分為代理死神。

## 創作與構思
創作來源
- 其名字「一護」的涵意，為「永遠守護某一個東西」的意思[17]。也因為其日文發音和「草莓」以及「1」「5」的音相同，所以劇中經常可以見到利用諧音代表一護的橋段（例如漫畫第1話標題「Death and Strawberry」當中的「Strawberry（草莓）」；一護的房間門牌以「15」作為標示；假面軍勢的成員久南白也用「草苺（berry）」來稱呼他）。

初期設定與構思
- 在《BLEACH》特別企劃裡，收錄了一護在漫畫連載前的人物設定稿形象。他在連載之前是留著深色短髮且配戴黑色方框眼鏡的模樣[18]。
- 一護與日文的15、草莓同音，15翻譯成西班牙語則是Quince，與滅卻師的英文Quincy同音，也代表主角確實有此血統。

## 人物

### 外貌與性格
黑崎一護是《BLEACH》的主角，高中1年級生（於第二部劇情升上3年級）。特徵是遺傳自亡母真咲的橘色頭髮，棕色瞳孔。是人類（純種滅卻師）與死神結合生下的後代，但由於真咲曾在誕下他之前，被藍染惣右介改造的大虛襲擊而觸發虛化，所以體內亦蘊含著虛的力量，同時也是劇中少數已知的「真血」。血型為AO型。也因為其所擁有的滅卻師血統的緣故，故和石田雨龍的家族實屬遠親關係。本身是個擁有能「看」、「聽」、「觸」和「說」的高級靈體的能力者。
因為天生怪異的髮色，一護經常被人誤認為是不良少年，甚至還會引來不必要的麻煩。個性略顯孤僻，但是心地十分善良且相當有責任感，時常為弱小的人士打抱不平。對於某些特定對象，則會呈現嘴上不在意、但實際上相當關心對方的態度。因為有著痛苦的過去以及因為父親而鍛鍊出來的強大打鬥能力，完全無謀或出於本能的作戰法則，但在浦原喜助和四楓院夜一的特訓下有所長進。
據他的同學淺野啟吾和小島水色同學證實，一護的學習成績排在全年級第18名（期末考成績在全年級322人當中，排行第23名），但由於冒險進行的緣故，使得一護在學校裡時常累積缺曠記錄。一護不但戰鬥力高強，還是個運動萬能、品學兼優的少年，但缺點是個性衝動及愛出風頭。即使與之前交戰過的對手處於敵對立場，一護也不准其他敵人對與他交戰過的對手惡言相向（例如葛力姆喬·賈卡傑克與烏爾奇奧拉·西法敗北後遭十刃No.0牙密侮辱一事），就連已經無法戰鬥的對手遭其他敵人攻擊時，也會不惜挺身保護他們的生命。當他在決戰期間面對女性的對手時，則會在盡量不取其性命的情況下迎戰對方。碰到有朋友甚至是親人被害成受傷甚至死亡，一護甚至會非常衝動的前去找加害人報仇（如被藍染和優哈巴哈害死的堂親海燕、都、母親真咲；被藍染誣陷的露琪亞、被藍染擄的織姬等。）他非常不擅長認人，而且不習慣被別人直接問及私人問題。雖然很有異性緣，但本人對此毫無知覺。
初期的一護，經常利用朽木露琪亞交給他的義魂丸（改造魂魄「魂」），或是透過露琪亞的悟魂手甲讓靈魂脫離身軀，化為代理死神進行戰鬥。平時則將魂放置在一個填充獅子玩偶內。在獲得代理死神許可證後，仍會委託魂幫他看管身體，但對於魂有時會借用他的身體引發騷動感到頭疼。也因為一護的容貌與神態，甚至是行事作風，剛好和已故的前任護廷十三隊十三番隊副隊長志波海燕極為相似，甚至連十三番隊隊長浮竹十四郎初次見到他的時候，還一度將他錯認成海燕。雖然和海燕、空鶴、岩鷲實屬堂親關係，但本身對此則是絲毫不知情。
喜歡巧克力和辣味明太子，擅長的科目是國文。學力值年級前五十。習慣穿著合身衣褲，和不習慣合身衣裝的露琪亞正好相反。偶爾會在閒暇時看漫畫和玩電玩遊戲。尊敬的名人是威廉·莎士比亞，喜歡的名人是麥克·尼斯與艾爾·帕西諾。非常討厭別人用名字諧音的方式開他玩笑或要求他做事。由於本身就是靈能體質的緣故，他對於星座、風水、占卜之說一概不相信，而且對利用看不見的東西賺錢的人士與節目極度反感。在靈王宮接受零番隊成員曳舟桐生的招待時，甚至還展現了驚人的食量。另外，每當一護重新獲得死神力量的時候，他的死霸裝亦隨著自身力量的發展而有所變化。在劇情中後期可藉著刀劍交鋒的瞬間，感知對手的潛在情緒。但似乎亦受到浦原喜助的影響，以至於後期的他在抵達新環境的時候，總會對週遭環境的事物表現出警戒多疑的態度。作者在附錄特典集賦予一護的關鍵詞為「護」。

### 身世與經歷
一護出生於死神與滅卻師結合的特殊家庭，為黑崎家三兄妹的長兄。自出生時，就已經備受藍染惣右介的特別關注。雖然在幼年時期便能看見其他的靈體，但因為分不清生人與死人的緣故，因此每當有人提起這件事情時，總是會盡速帶過這項話題。父親黑崎一心（原名志波一心）是黑崎醫院的開業醫生，同時也是曾經擔任屍魂界前五大貴族之一的志波家分家當主兼護廷十三隊十番隊隊長的死神，母親真咲則是少數僅存的純種滅卻師家族黑崎家的末裔。兩個妹妹遊子和夏梨雖然都具備著靈能體質，但是能感知的範疇不像一護那麼廣泛。但第二部劇情開始，夏梨的靈能力逐漸接近故事初期的一護。
4歲那年，他在空手道場認識了年紀相仿的有澤龍貴，結果才剛和龍貴交手，就被對方一拳擊敗並當場哭出來。儘管一護對多次在空手道競爭方面敗給龍貴感到不甘心，但兩人也因此成為相互競爭的兒時好友。直到9歲那年的6月17日，一護和母親真咲在雨天的返家途中，在河堤上見到小孩的靈體（實為虛製造的假象）並試著接近它，但由於當時適逢滅卻師始祖優哈巴哈對非純血滅卻師實行名為「聖別」的種族清洗行動，結果導致失去力量的真咲為了保護他被虛殺害，此事造成一護內心的陰霾，更使得原本性格開朗的一護，從此變得有些孤僻。
升上國中之後，一護在這段期間結識了茶渡泰虎和井上織姬，和龍貴之間的競爭次數也逐漸減少，在升上國二和龍貴首次打架並打贏對方以後，便再也沒有和對方相互比賽過（但是龍貴仍然會在私底下，邀請一護到遊樂場打電玩）。受到自身靈異體質的影響，一護特別容易被某些還在現世徘徊的靈體找上，並尋求他的援助。雖然他試著盡力協助身邊可見的任何靈體，但亦發現自己還來不及對某些靈體伸出援手，那些靈體便忽然消失，因而感受到自己的無力感，逐漸產生想要獲得足以守護身邊重要事物的力量的想法。
一護在高中一年級認識當時駐守空座町的露琪亞，隨著露琪亞委任他擔任代理死神和長期互動交流，性格和價值觀亦受到對方的影響，逐趨成熟穩重，並正式踏上守護他人的道路。高中期間經歷屍魂界和虛圈的冒險、空座町戰爭、完現術者組織「XCUTION」的設局事件、無形帝國發動的戰爭後，一護於十年後和織姬結婚，育有獨生子黑崎一勇。

## 劇情表現

### 代理死神篇
初期的一護只是個看似單薄卻滿身熱血的暴力少年，日子平凡。但在某一天，一護與名叫朽木露琪亞的女死神相遇。露琪亞為了驅除闖至現世的虛，身受重傷，因而將死神的力量轉至一護身上。雖然獲得死神力量的一護順利解決了重傷露琪亞的虛，但由於一護的潛在靈能過強的緣故，導致露琪亞被一護吸取了大部分的死神力量，不得不待在浦原喜助為她準備的義骸裡恢復力量；一護也因此必須代替露琪亞，在空座町執行代理死神的工作。
為了保護父親和兩個妹妹，一護決心變得更強，與一護打開心窗的露琪亞後來得知，一護在大約9歲時，原本是個臉上總是掛著傻傻笑容，人見人愛的小孩。可是有一天母親為了保護一護不被虛吃掉而死掉（後來這個虛在一護掃墓時被一護打敗，變成破面回到現世後被一心消滅），從此性格就開始變得有些孤僻。在執行代理死神工作的期間，一護除了順勢幫助井上織姬和茶渡泰虎解決他們的問題，從露琪亞手中取得自己專屬的義魂丸「魂」，為靈媒師唐·觀音寺解危以外，還和滅卻師石田雨龍經過某次激烈競爭後化敵為友（後來藍染惣右介在空座町篇透露一護會在劇情初期和露琪亞相遇其實是他暗地策畫的一部份）。
從死神化前開始靈力已經相當高（潛在的力量也相當高），與露琪亞相遇的時候，還曾經自行掙脫露琪亞施展的鬼道「縛道之一 塞」。直到受浦原喜助的幫助，喚醒自身死神的能力以前，已經能夠擊退一頭基力安級的大虛。在生命危急的情況下，靈壓會忽然升高，性格也會變得相當好戰。
由於本身的靈壓較為混雜，一護不擅察覺靈力程度高的對象與精細的靈壓掌握。如：一護在屍魂界拯救篇裡學習靈珠核操作，破面篇裡尋找假面軍勢的基地，以及利用靈子鋪路通過黑腔時等事就能明顯地表現出他這項特點。後來據護廷十三隊四番隊隊長卯之花烈所說，一護在完全狀態下靈壓甚至能超越一般隊長級的死神。

### 屍魂界拯救篇
由於朽木露琪亞將死神力量轉至人類身上，在屍魂界是違法的行徑，因此阿散井戀次與朽木白哉奉命將露琪亞帶回屍魂界。一護閱讀了露琪亞留下的字條後，為了保護露琪亞，趕到現場阻止戀次與白哉，卻因為被白哉攻擊鎖結與魄睡，而喪失露琪亞給予的死神力量，被浦原帶回店裡療傷。經過浦原喜助的訓練，一護成功喚醒了自身的死神能力，不僅獲得「斬月」作為自己的斬魂刀，身上的死霸裝，還多了一條紅色的飾帶。但在特訓期間，因虛化與死神化同時完成而創造了一個強大的虛意志，精神領域內的虛化一護，全身蒼白，與斬月為一體，並且隨時準備吞蝕並佔據一護的精神。
一護獲得浦原喜助、四楓院夜一和志波姊弟的協助，隨同石田雨龍、茶渡泰虎、井上織姬等人闖進屍魂界，四人被護廷十三隊稱作「旅禍」。在一行人闖入瀞靈廷後，一護先後戰勝班目一角、阿散井戀次，並與更木劍八打成平手（更木稱這場戰鬥算黑崎一護勝，但雙方均倒下）。在夜一的幫助下，一護回復并繼續行動。途中間接獲得阿散井戀次、山田花太郎、更木劍八、京樂春水和浮竹十四郎等人的協助，加上四楓院夜一協助他達成卍解訓練。在行刑的最後一刻成功救回露琪亞，空手打倒雀部長次郎、大前田希千代、虎轍勇音，並且快速粉碎了大前田的始解「五形頭」。與六番隊隊長朽木白哉激戰後，目睹藍染惣右介等人叛逃至虛圈。在最後離開尸魂界之際，向露琪亞道謝，表示因為她的出現，自己心中的雨終於停了。回到現世之後之後，接受浦原喜助因沒有告知他關於崩玉實情一事而道歉，也要求對方向露琪亞道歉，但也表示已經可預見露琪亞的反應也會與自己相同。
經歷此戰後，護廷十三隊的第十三番隊長浮竹十四郎親自授與一護代理死神許可證，每逢一護急需化身代理死神時，可透過代理死神許可證讓靈魂脫離身軀，變成代理死神進行戰鬥。另外，這段時期的一護，已經開始出現非自願的虛化現象，但是還不知道如何掌握虛化。
根據一護後來在代理死神消失篇的回憶闡述，當他從浮竹手中獲頒代理證、卻被車谷善之助告知從沒看過這項物品時，他雖然覺得事情並不單純，卻也因為不想懷疑浮竹而將此事拋諸腦後。但後來才意識到，浮竹是刻意讓他發現「屍魂界頒發代理證的動機並不單純」的真相並做出選擇。為了保護身邊重要的人，一護才會選擇自己接下代理死神的身分，正式走上守護他人的道路。

### 破面篇
朽木露琪亞拯救事件結束後，一護的班上來了個轉學生平子真子，某晚一護見到平子取出虛化面具作戰，平子向一護表明自己是假面軍勢的成員，並邀請他加入他們假面軍勢的陣營。隔天在一護的追問下，平子才表示，一護體內的虛，已經強到連自己都無法控制的地步，而他會教導一護如何保持正常的方法。同一時間，第四刃烏爾奇奧拉·西法受藍染惣右介指示調查一護的力量，與第十刃牙密來到了現世，一護為了救援茶渡泰虎與井上織姬，挺身與牙密展開決鬥，還在戰鬥中斬下牙密的右臂，卻為了抑制體內虛化遭牙密重傷，由於浦原喜助與四楓院夜一趕來救援才及時脫險。與日番谷冬獅郎組成的先遣小組會合，了解破面襲擊現世一事後，當晚第六刃葛力姆喬·賈卡傑克隨即率領從屬官襲擊空座町，一護不敵葛力姆喬，遭受重創，連朽木露琪亞也因此身受重傷。經歷一番轉折，一護來到假面軍勢的本營，展開了虛化控制訓練。織姬更轉達山本總隊長的消息給一護，告知屍魂界正在為冬季決戰作準備。
與葛力姆喬展開第二次戰鬥時，一護雖然因為受過訓練使得虛化時間略有延長，葛力姆喬也因為先前擅自襲擊現世被東仙砍斷左臂，只能在獨臂的狀態下迎戰一護，但一護仍然因為實力差距被葛力姆喬重創，就連趕來救援的露琪亞也因此受到波及。由於平子真子即時出手援護，以及葛力姆喬被反膜帶回虛夜宮，一護和露琪亞這才化險為夷。接受有昭田缽玄治療後的當晚，一護躺在臥室休養時，織姬因為先前在斷界被烏爾奇奧拉·西法脅迫跟他到達虛圈，以及被限制「必須不被任何人發現的情況下，選擇一人告別」的緣故，佩戴了烏爾奇奧拉給她隱藏蹤跡的手環，進了一護的臥房療傷告白後，與烏爾奇奧拉前往了虛圈。隔天一護清醒後，發現身上殘留著織姬的靈壓，就連先前的傷勢也完全癒合，才驚覺事情有異，受日番谷冬獅郎告知，前往聆聽浮竹十四郎的緊急通報，並得知織姬被破面擄走一事。由於織姬的殘留跡象，護廷十三隊總隊長將此認定為織姬主動背叛，拒絕給予支援。
一護不顧總隊長的命令，堅持救出織姬，獲得石田雨龍、茶渡泰虎的協助入侵虛圈，中途在虛圈沙漠遇上破面少女涅爾·圖（實為前NO.3涅里耶爾·圖·歐戴爾休凡克），與露琪亞和阿散井戀次會合，在虛圈展開激烈的戰鬥。先後擊敗多魯多尼、葛力姆喬與烏爾奇奧拉，和織姬會合。後來前往協助露琪亞對付解放為第零刃的牙密但未有結果，在更木劍八與朽木白哉的援護下，與護廷十三隊的第四番隊長卯之花烈通過第十二番隊長涅繭利開啟的黑腔抵達現世。
一護在假面軍勢基地的修行期間，因為進行內在虛化控制戰的緣故，使得他幾近全身虛化。及後在虛圈戰鬥的這段時間，一護首次變成「完全虛化」狀態〔原因是聽到了織姬的呼喚，而想保護織姬和雨龍的意志造成的〕，不僅外型與內在虛化控制戰時的變化有所區別，而且力量大幅提高。不過在「完全虛化」期間一護失去了理智，除了不分敵我發動攻擊以外，在他解除了「完全虛化」後，也不記得這段期間內發生的事。直到空座町篇在自己的精神領域進行「最終的月牙天衝」修練時，一護因為見到配戴完全虛化面具的虛一護，再加上天鎖斬月的講解，這才知道自己在虛圈的期間，因為自己的心被破壞衝動所扼殺，才變成了這種連他自己都感到畏懼的模樣，並擊倒烏爾奇奧拉的真相。

### 空座町篇
前往現世途中，卯之花烈協助一護完全恢復靈壓。一護抵達現世的同時，出現在藍染的後方企圖偷襲，但被他擋下了攻擊。起初一護差點中了藍染的出言挑絆，被第七番隊長狛村左陣及時制止。目睹了護廷十三隊與假面軍勢遭藍染重創，總隊長受傷後，使出虛化狀態攻擊藍染，但藍染以崩玉的超速再生輕易消去刀傷。
後來一護被藍染告知，他從出生開始就是特別的存在，並被藍染確信為最佳的探求素材，他經歷的所有戰鬥皆由藍染精心策劃。此時黑崎一心以死神的姿態出現在戰場上，與一護聯手作戰。一護短暫對陣市丸銀，見到藍染創傷一心、浦原、夜一並且再次蛻變後，一護與一心為了保護位於屍魂界的空座町，通過穿界門準備追擊藍染。抵達斷界的同時，一心察覺藍染已經先行解決斷界裡的拘突，對一護表明要利用斷界與外界2000倍的時間差，將「最後的月牙天衝」傳授給他。在一心的引導下，一護利用「刃禪」進入自身的精神領域，展開修行，並且被要求在斷界的三個月（相當於外界一小時）內領悟「最終的月牙天衝」。
完成「最後的月牙天衝」修練後，一護扛著一心趕到屍魂界的空座町，同時天鎖斬月卍解後的體型變大，其鎖轋則纏繞着一護的右手。由於經過在斷界裡的訓練，回到空座町的一護，竟然以「完全沒有靈壓」的姿態出現在眾人面前。此時的一護已經能夠輕易察覺他人的靈壓狀態，並且展現了驚人的力量。藍染對於一護的力量感到驚訝，卻無法理解。於是便猜測一護是將自己所有的靈壓轉化成自身靈體的肌力，意圖捨棄靈壓戰鬥、轉求肉體戰，是超越虛和死神的極限存在。對於藍染的猜測，一護並未正面回答其力量提高的真相為何，藍染便展開了他的攻擊，想證明一護不管如何增加力量，都無法改變兩人間力量的差距。
然而面對藍染的攻勢，一護卻在被動的閃躲和阻擋之中，繼續展現了他強大的力量。在藍染的驚訝和困惑中，一護正式展開攻擊，第一刀就創傷了藍染，逼使憤怒的藍染再度進化以提高力量，並對一護展開反擊。一護在藍染欲施以最後一擊取其性命時，使出了最終的月牙天衝「無月」，（所謂最後的月牙天衝，就是把一護自身化成月牙，此招雖然能夠爆發出超乎想像的威力，但卻會讓一護喪失死神的所有力量，因此稱為「最後」，這也是在斷界修煉時，天鎖斬月堅持不教與一護終極月牙天衝的原因，因為天鎖斬月想要守護的跟一護要守護的不同，天鎖斬月想守護的是一護），由此藍染一度被「無月」斬成兩半，但靠著崩玉的超速再生重新站起來，然而一護則因為耗盡了死神的力量（包括虛之力和滅卻師之力），精疲力盡的同時解除了化身。但這一擊導致藍染的力量開始衰弱，使先前浦原趁著藍染鬆懈時打入其體內的鬼道得以啟動，將藍染徹底封印而使其計畫宣告失敗。
戰後，從虛圈歸來的露琪亞、織姬、雨龍、茶渡、戀次和一護會合，但一護在此時體力不支並痛苦地倒在地上。由於失去死神的力量（包括虛之力和滅卻師之力）加上極度疲憊的緣故，一護不僅在家裡昏睡了一個月，還因此失去了大部分的靈壓。清醒後，其靈壓感知力隨著自身靈壓的逐漸消失而跟著消退，就連他眼中露琪亞的影像，也是逐漸消失的模樣。露琪亞告訴一護，即使一護看不見她，她還是看的見一護，並要求一護別露出寂寞的模樣（動畫版改成一護在屍魂界休養後，才和夥伴回到現世，加上後續播放原創章節的緣故，一護目睹露琪亞消失的情節，因此被放在動畫原創最後一集）。在委託露琪亞幫忙問候屍魂界的眾人，並見到露琪亞消失在自己的眼前之後，一護望向天空，暗地道出感謝，虛圈事件與空座町大戰也就此畫下句點。

### 代理死神消失篇

第二部劇情的黑崎一護（死神狀態）

自從空座町大戰喪失死神的力量後，一護不僅無法看到靈體，所持有的代理死神許可證也因此失去了機能。儘管他在失去力量的期間保護了許多對象，收到警方親自頒發的感謝狀，還試著說服自己這正是他一直期盼的生活，但依舊難掩落寞與迷惘的情緒，因而陷入極度低潮的狀態。經過1年5個月後，升上高中三年級，外型變化不大，瀏海較密集，臉也成熟許多，學業成績與第一部相比有些退步，但仍維持在中上水準。不過一護認為這16年的期間，自己的靈能體質為他帶來了很多困擾；失去靈能力反而可以讓他過著夢寐以求的清閒時光。此外，他不僅開始在學校的社團打工，還在鳗屋育美經營的鰻屋打工了半年，卻時常因故曠職，這點令身為一護打工處店主的育美對他頗有微詞。
某次放學途中，一護幫助被搶的男子銀城空吾從搶匪手中奪回背包，但基於不願讓別人知道他動手打人的理由，因而謝絕銀城請吃拉麵的邀約，並且在當晚的睡夢裡聽見白哉、戀次、朽木露琪亞催促他趕快甦醒的呼喚（動畫版則增加日番谷冬獅郎和更木劍八的呼喚，並且在之後夢見露琪亞不認得他的情節），隔天一護因為籃球部的租約到期，轉而加入了足球部，甚至還向育美請求辭掉鰻屋的兼差，結果一群不良少年為了替昨日遭其毆傷的搶匪出氣，聚集在校門口準備找他的麻煩。原本不希望惹事的一護，卻因為雨龍先行介入這場紛爭，在不得已的情況下，被迫和雨龍聯手對抗來犯的不良少年。此時育美現身替一護解圍，還將他直接帶到鰻屋，要求他盡速處理曠職期間累積的委託工作。這時銀城帶著一心的照片來到店裡，委託他們對後者展開身家調查，除了在會談期間透露一護仍對自己的家人處於一無所知的狀態以外，他還在建議一護趕到浦原商店視察後，告知對方關於夏梨開始頻繁造訪浦原商店的消息。儘管一護對於銀城「為了保護家人，應及早做好準備」的說詞仍抱持著懷疑的態度，但最終還是從對方的手中，收下記載XCUTION聯絡方式的名片。
一護返家沒多久，織姬藉著分送麵包的名義前來拜訪他，然而當織姬詢問他是否被可疑對象跟蹤的時候，一護因不願透露和銀城展開接觸的實情，遂藉著歸還漫畫的理由趁機轉移話題。不料就在兩人會談過後的傍晚，雨龍在附近地區調查的時候，遭銀城空吾和月島秀九郎襲擊重傷，被送至空座綜合醫院接受龍弦的治療，一護和織姬前往醫院試圖詢問雨龍有關於對手的情報，卻被雨龍以無可奉告為由拒絕這項請求（但根據龍弦的解說，這是因為雨龍不清楚對方的能力底細，所以才在遭到襲擊後無法提供對手的情報）。為了設法保護同伴，一護決定開始接觸銀城等人所屬的XCUTION，還得知XCUTION成員的力量性質與目標，以及茶渡為了幫助他恢復死神力量，而加入銀城等人的真相，因而同意和他們合作，以取回死神的力量。修行過程中，茶渡提醒一護利用慣用物品和自身榮耀作為發動完現術的關鍵，使得一護順利掌握訣竅並發掘自己的完現術。但在結束訓練沒多久，一護發現自己的代理證，竟傳來露琪亞因得知他的某項秘密而感到錯愕的對話語音。
織姬遭月島秀九郎襲擊後，一護得知銀城與月島過去的關聯，和賈姬完成第二階段的訓練，結果月島也在這時候闖入了XCUTION的組織本營，一護不敵月島的攻勢遭到重創，仍堅持繼續迎擊月島，被雪緒短暫的利用完現術關入能力空間裡。完成最終階段的完現術訓練後，一護忽然發現身邊的親友對月島展現異常友好的詭異現象，和銀城會合並得知XCUTION遭月島控制沒多久，兩人在雪緒的引領下來到大宅邸和月島展開激烈決鬥，但銀城因為被月島施展能力刺中心臟恢復原本的記憶狀態，使得一護得同時對抗銀城、月島、以及遭對方能力影響的茶渡與織姬。雖然傷勢初癒的雨龍趕到現場試圖支援一護，但兩人仍然被銀城和月島砍成重傷，一護更因為被銀城持劍刺中胸膛，被奪去完現術的力量。
此時一心與浦原喜助和久違的露琪亞趕到大宅邸，利用浦原喜助特製的靈刀從背後刺穿一護的胸膛，使得一護的死神力量重新甦醒並變成別於以往的姿態。和露琪亞、白哉、戀次、劍八、一角、冬獅郎會合，並在露琪亞的鼓勵下重新振作後，一護得知護廷十三隊所有正副隊長與其他死神（浦原、夜一、一心、山田花太郎、一角、平子真子等人）運用各自靈壓，製成幫助他恢復力量的靈刀的原委。隨即被雪緒轉移到能力空間裡，和雨龍聯手對抗銀城並成功擊敗對方。事後一護和露琪亞將毒峰莉露卡帶回浦原商店並接受治療，還親自前往屍魂界，向總隊長山本元柳齋重國提出將銀城的遺體帶回現世安葬的請求，令在場的所有隊長感到震驚不已（動畫版則表示此舉是為了以後能繼續擔任代理死神，請求隊長們務必告知來到空座町的代理死神關於代理證的事，並且在回到現世時，在小野瀨川附近接受親友的迎接）。

### 千年血戰篇
重獲死神力量之後，一護再度回到代理死神的崗位，繼續在空座町執行死神工作。特大虛襲擊空座町的夜晚，一護在茶渡、雨龍、織姬的協助下，順利地為新任空座町駐現世死神龍之介與志乃解圍，並且讓龍之介與志乃暫時寄住在自己的住處，卻和一行人遇上自稱阿茲基爾羅·伊邦的男子。起先一護對於伊邦並沒有太大的興趣，但因為認定對方衝著他而來，轉而將伊邦踹出屋外並與其交戰，在險遭對方破壞卍解之際，使出月牙天衝反擊並試圖質問伊邦更多相關細節，反讓身受重傷的伊邦為了保命而使出特殊能力逃離現場。透過龍之介的轉告、得知屍魂界遭敵人入侵並造成117名死神喪生的消息後，一護意外地在巡邏途中與久違的妮露和沛薛再度相會，得知虛圈失守的消息，隨即號召夥伴前往虛圈展開救援行動。向來總是和眾人同行的雨龍，基於個人因素婉拒了一護的邀約；但一護對於雨龍的缺席並不感到意外，更認為他已經善盡告知的責任，加上浦原喜助即時現身加入虛圈救援的行列，便隨同茶渡、織姬、妮露、佩謝、浦原前往虛圈搜尋其他的生還者。
抵達虛圈後，一護隨即遇見剛擊敗赫麗貝兒從屬官的統括狩猟隊長「J」基路傑‧歐丕，和對方展開激烈決戰，並且在浦原喜助的協助下，得以提前結束這場戰鬥，卻被後者告知屍魂界發生緊急事態的消息，旋即踏進浦原開啟的黑腔，準備親赴屍魂界支援護廷十三隊；孰料基路傑竟趁著眾人疏於防備的時候，藉著「亂裝天魄」操控重傷的軀體而重獲行動能力，還利用特製的靈子陷阱將其封鎖在黑腔裡，意圖使其無法趕至屍魂界，援救陷入苦戰的護廷十三隊。雖然一護透過近的協助，得以成功脫困抵達屍魂界，還接受白哉的請求，決定擔起守護屍魂界的責任，仍遭無形帝國領導人優哈巴哈持刀傷及頸部和左臂。優哈巴哈於對話中透露一護具備著滅卻師的血統，表明一護對於自己的母親仍處於一無所知的狀態，之後有鑑於超出「影之領域」範圍外活動的時間限制，率領旗下軍團撤兵返回冰之宮殿；一護試圖阻止對方撤回根據地未果，連「天鎖斬月」亦被無形帝國皇帝參謀兼星十字騎士團長「B」雨葛蘭‧哈斯沃德瞬間劈成兩半。
事後一護婉拒花太郎為他療傷，還被涅繭利告知無法修復斬魄刀的消息，轉而跟隨護廷十三隊的多數隊長與零番隊會面，藉著通訊裝置確認留在虛圈的浦原等人平安無事後，便透過志波空鶴的協助順利抵達靈王宮，並在麒麟寺天示郎的帶領下，前往麒麟殿的「白骨地獄」溫泉中接受進一步的治療。在被麒麟寺天示郎以拳頭試探其傷時迅速地以一拳反擊使對方受了輕傷，隨即和戀次、魂一同被彈往曳舟桐生所管理的臥豚殿並以用餐來提升靈力階層。其後在抵達鳳凰殿時被二枚屋王悅要求必須通過鳳凰殿中的考驗，才能幫助他修復斬魄刀。經過三天的時間，王悅抵達現場驗收成果，發現一護已經身受重傷而不支倒地，遂宣布一護未能通過他的測驗，將其遣送出屍魂界。根據王悅的說法，一護並不知道自己未被實體化的「淺打」選定、卻能在沒有淺打的狀態奮戰至今，其實是件非常嚴重的問題，加上他認為一護即便知曉自己的根源便無法回頭，仍必須從自身的根源重頭開始並理解自己的過去，所以才會特地遣返一護，好讓他理解事態的嚴重性。被遣送回現世的一護發現一心已經將他的身體從浦原商店搬回家裡，轉而自行前往鰻魚屋，為先前屢次曠職的行為向鰻屋育美致歉，並接受對方的招待，藉此沉澱自己的心情。卻在借用育美的雨傘，隨同一心返家的時候，不慎將代理死神許可證留在育美的住處。一心道出自己已經透過浦原的轉告，理解一護前往屍魂界期間所發生的事情，決定正式向他透露其身世的秘密和過去的經歷，以及優哈巴哈針對非純種滅卻師展開名為「聖別」的種族肅清行動，才讓真咲失去滅卻師的力量，並在抵抗Grand Fisher的時候遭後者殺害的真相。隔天，一護從登門拜訪的育美手裡取回代理死神許可證，他親自謝過一心和育美的協助，旋即被二枚屋王悅創造的實體化斬魄刀 梅菈再次帶往鳳凰殿，正式在所有向他俯首下跪的淺打裡，選出屬於自己的淺打，令二枚屋王悅同意為他重鑄一把全新的斬魄刀。
完成靈王宮的修行後，一護透過零番隊的告知，得悉無形帝國已於三小時前再次進犯瀞靈廷的訊息，繼而在零番隊的相送下躍進前往瀞靈廷的特製通道裡，還透過傳令神機和浦原喜助展開緊急通訊，希望浦原等人能夠持續抵抗敵方的攻勢直至他抵達瀞靈廷為止。才剛降落至瀞靈廷的境內，便發現重傷倒地的更木劍八，為保護後者而挺身對抗擊敗劍八的「G」莉托托·蘭帕朵、「P」米妮娜·麥卡龍、「T」嘉蒂絲·卡特尼普、「Z」吉賽爾·茱艾兒，以及隨後趕到的四名男性星十字騎士團成員。從優哈巴哈的口述中，獲悉自己穿著由零番隊成員的骨骼和毛髮製成的衣物從靈王宮趕至瀞靈廷時，其強大的衝擊力和磨擦力已經讓靈王宮和瀞靈廷之間的七十二道屏障形成一小時和四十分鐘內無法恢復的缺口後，一護為阻止優哈巴哈透過先前於七十二道屏障留下的缺口進攻靈王宮，經由露琪亞、戀次、白哉、修兵、一角、弓親的協助，得以擺脫試圖解決他的星十字騎士團成員，卻在試圖追擊優哈巴哈之際，遭雨龍出面制止。他對於雨龍選擇幫助敵方的舉動感到相當震怒和不解，當面質問雨龍的動機但未獲正面回應，險遭後者以「光之雨」擊中身軀的瞬間，偕同茶渡抵達現場的織姬及時施展「三天結盾」擋下雨龍的攻擊。優哈巴哈、雨葛蘭、雨龍離開瀞靈廷前往靈王宮的剎那間，於瀞靈廷境內引起大範圍的衝擊，一護則在茶渡和織姬的保護下躲過一劫，並且在經過茶渡的解說，理解雨龍可能係因經過深思熟慮和有所覺悟才會投身敵陣後正式冷靜下來，決定親赴靈王宮將雨龍帶回。
一護偕同茶渡、織姬、夜一及隨後抵達的岩鷲藉著喜助的襄助抵達靈王宮，卻見被優哈巴哈重創倒地的靈番隊成員，此時一護親耳聽見靈番隊領導者兵主部一兵衛的呼喚，接受對方的委託呼喚其名，令其順利復活。兵主部一兵衛告知一護等人優哈巴哈已進攻靈王宮，並提及靈王是維持屍魂界、人間、虛圈的重要支柱，若是靈王遭殺害將會令世界毀滅，懇求一護等人協助阻止優哈巴哈。在抵達優哈巴哈面前後，驚見靈王已遭對方一刀貫穿，使得一護隨即將刀使出；但也因此激發出自己體內的滅卻師力量而被控制，並親手一刀重創靈王，造成屍魂界、現世和虛圈逐漸崩壞。之後便和優哈巴哈展開對決，途中遭雨龍襲擊，經夜一、織姬、忽然現身的魂的救援，偕同茶渡、織姬、夜一、岩鷲在靈王宮一隅暫時歇息，意外地和葛力姆喬、恢復原型的妮露、莉露卡、雪緒再度相會，一行人踏入喜助和夜一委託莉露卡和雪緒創造的空間，抵達被優哈巴哈改造成真世界城的靈王宮，準備突襲優哈巴哈。
眾人剛抵達真世界城，葛力姆喬便擅自脫隊迎擊「D」亞斯金·奈克魯瓦爾，一護急忙尾隨著葛力姆喬的腳步，但被亞斯金告知葛力姆喬已經不省人事，被亞斯金以「致死量」的能力擊倒。甦醒後，一護、茶渡、織姬經由夜一和夕四郎咲宗掩護離開現場，湊巧遇見和雨葛蘭發生衝突的雨龍，獲知雨龍準備摧毀真世界城的計畫。一護和織姬透過雨龍、茶渡、岩鷲的協助擺脫追兵，直達優哈巴哈所在的宮殿展開對決，但不敵優哈巴哈的攻勢遭其擊潰，連同自身的灭却师、虚死神的力量亦被優哈巴哈全數吸收，失去意識不支倒地。陷入絕望之際，曾與之為敵的銀城空吾和月島秀九郎以支援者的身份現身戰場，月島利用終結之書消除一護被優哈巴哈改變未來的過去，讓織姬成功運用「雙天歸盾」修復天鎖斬月。
一護偕同戀次抵達被摧殘至滿目瘡痍的屍魂界，見到優哈巴哈和擺脫無間椅子的藍染惣右介對峙而加入戰局。雖然藍染利用斬魄刀「鏡花水月」的能力製造時機，令一護得以使用月牙天衝殺死優哈巴哈，但因藍染過早解除能力，此時優哈巴哈使用「全知全能」的能力改變未來而復活，隨後藍染被優哈巴哈的力量襲擊並束縛住，一護則因斬魄刀再度瀕臨損毀而陷入絕望，此時雨龍利用從父親龍弦那裡取得以「銀血栓」鑄成的銀箭射中優哈巴哈的身軀，令敵方短暫失去力量，一護則在握緊瀕臨粉碎的天鎖斬月砍向優哈巴哈之際，天鎖斬月蛻變成一護最初獲得死神力量時的斬月模樣，以此殺死了優哈巴哈而阻止屍魂界、現世、虛圈崩壞的危機。

### 結局篇
無形帝國戰役落幕後，一護返回人間生活，在高中畢業後就讀大學的英國文學系，同時在大學期間正式和織姬交往。大戰落幕十年後剪去額前瀏海，改蓄較清爽的髮型，與井上織姬結婚，育有一子黑崎一勇。其子也繼承了他的死神力量。
婚後的一護依舊和結婚的阿散井戀次和朽木露琪亞保持連繫，兒子一勇亦於劇情尾聲和後兩者的女兒阿散井莓花首度相會。最終出現一護與露琪亞兩人互動畫面來貫穿「勇氣」二字和雙方的孩子見面作為結局。
值得一提的是，戀次和露琪亞的女兒莓花，其名字中的「莓（いち）」和一護的日語發音（いぢご）相同，擁有死神力量的一勇和和繼承雙親衣缽成為死神的莓花的相會，正好呼應漫畫第1話和最終話的標題「Death and Strawberry」（死神和草莓），以此呈現雙方傳承的羈絆。

### 獄頤鳴鳴篇
無形帝國戰役落幕後十二年，一護從事著翻譯家的工作，透過視訊通話和戀次、露琪亞瞭解近況，得知日前護廷十三隊為護廷十三隊前任總隊長山本元柳齋重國、前任四番隊長卯之花烈執行魂葬禮祭的訊息，受邀出席前任十三番隊長浮竹十四郎的魂葬禮祭，但隨後成為地獄獄卒的薩爾阿波羅從地獄現身於現世攪局，導致一護為掩護戀次和莓花而出面迎擊對方，薩爾阿波羅嘲諷死神們舉行魂葬禮祭實為讓往生的死神們靈魂墜入地獄、其靈壓造成地獄失去制衡的舉動，被浮竹從地獄使用「雙魚理」貫穿身軀後返回地獄。令目擊此事的一護和眾死神為之驚愕。

## 斬魄刀
一護在劇情初期被露琪亞賦予死神力量後，手持一把無名斬魂刀（官方動畫設定書表明，此刀就是解放前的斬月），其護手呈現矩形且刻有花紋（和解放前的袖白雪相同），刀身與身高同長，和護手同寬，刀鞘附著一條粗扣帶。直到屍魂界拯救篇開端被朽木白哉擊敗，喪失露琪亞給予的力量，因而接受浦原喜助的訓練，喚醒自身的死神力量，自此獲得自己力量一部分的「斬月」作為斬魂刀。
千年血戰篇裡，一護於瀞靈廷守衛戰協助死神們對抗無形帝國的領導者優哈巴哈的期間，遭星十字騎士團成員「B」雨葛蘭·哈斯沃德揮劍砍斷卍解狀態下的天鎖斬月刀身，透過零番隊成員 二枚屋王悅的協助，和精神領域裡的滅卻師之力交流，取得自己真正的力量「斬月」。

### 始解

斬魄刀「斬月」

真正的「斬月」

斬魄刀「斬月」（Zangetsu）
像菜刀一樣外形的巨大刀身，刀柄纏繞著白布條（不使用的時候白帶繞刀身，成為代替鞘），沒有花樣和護手。斬月有自己的攻擊力，且耐力持久。是少數的「平時解放型」斬魄刀，第一次解放後經常就能保持著始解的狀態，沒有解放語，同時也是第一位沒有手持零番隊成員二枚屋王悅所打造的淺打，就能夠令自己的斬魄刀始解的特殊案例。由於刀身較為巨大的緣故，所以一護不使用斬魄刀的時候，總是習慣將斬月揹在自己的背部以利於行動。虛一護的斬魄刀外觀和性能，和現實裡的黑崎一護並無二致，唯獨斬魄刀的色調剛好與後者相反，刀柄則是纏繞著黑布條。
第二部劇情重新獲得死神力量後，斬魄刀的刀背末梢與接近刀柄處的刀刃，多了一長一短的弧度；刀柄前端與末梢各有一個小洞，尾端附著小段黑色鐵鍊（動畫版第366話，刀柄末梢被誤設成平滑的模樣）。身上的死霸裝衣襟敞開到胸口，頸部、胸口、雙手腕、腳部分別穿戴黑底白邊的護頸與交叉型的裝飾，手背出現幾枚黑色片狀物，並且在身上配戴一條紅色刻紋粗飾帶。光是普通狀態下的斬擊，就足以形成一股劍壓對人體造成傷害。根據作者在特別企畫裡的講解，此身裝扮為完現術與死神力量融合的成果。
在千年血戰篇中，一護於精神領域裡告別斬月大叔（實為體內滅卻師之力的化身），並從他手裡取得真正的「斬月」後，斬月就變成了一長一短的黑色雙刀（全屍魂界第三組成對的斬魄刀），長把為虛之力，短把為滅卻師之力。長刀的刀身接近握柄處有部分鏤空，短刀的握柄則位於刀背後段。當二枚屋王悅鑄成該組雙刀的瞬間，連鳳凰殿週遭環繞的水域都受到靈壓和高溫的影響瞬間蒸發。後來當一護完成靈王宮的所有試煉，換上修多羅千手丸用王鍵特製的服裝，準備前往瀞靈廷參加守衛戰的時候，兩把斬月的握柄皆纏上白色的布條，長刀置於背部，短刀則安置於腰側配戴的特製刀鞘裡，雙手戴著黑色護腕，死霸裝的外部則穿戴左肩有鱗狀護肩的交岔背肩帶，以及前方敞開的白底黑紋腰裙。戰鬥時則是左手持短刀，右手握長刀的方式迎戰對手。根據優哈巴哈的說法，一護從零番隊手裡取得的衣裝實為運用零番隊成員的毛髮和骨骼（即「王鍵」）所製成，擁有極佳的耐久性和防禦力，亦是死神所能取得的衣服中最為高級的戰鬥服裝。
當一護和優哈巴哈展開正面對決的期間，為了喚醒虛白而將滅卻師的力量灌入斬月，連帶導致其外型和力量產生變化。此狀態的一護左邊頭部會出現完全虛化的頭角和面紋，左眼也會變成黑底黃瞳的模樣，其中長刀斬月的刀鋒則由黑色變成白色，亦能於此型態使用滅卻師和虛的力量。後來斬月的刀身被優哈巴哈損毀，透過月島秀九郎修改成「斬月未被破壞」的過去和織姬協助修復刀身後，斬月再次變成初始時像菜刀外型的巨大刀身。

### 卍解

卍解「天鎖斬月」（初代）

卍解「天鎖斬月」（Tensa Zangetsu）
卍解後，成為一把擁有卍型護手，刀柄上附有一小段鐵鍊的日本武士黑刀；同時一護的死霸裝也會變化，其死霸裝的上衣變成窄長袖，衣襬變長且邊緣呈現鋸齒狀，內部底襯則變成紅色。比起一般的卍解，天鎖斬月屬於小型的，其特點是將靈壓和威力用於提升自身的速度，同時這個狀態放出的月牙天衝是黑色的，威力也較大。虛一護的卍解同樣與黑崎一護的外觀相同，色調相反，成為一把擁有卍型護手，刀柄上附有一小段白色鐵鍊的日本武士白刀；同時死霸裝也會產生變化，死霸裝的上衣變成窄長袖也呈現白色，衣襬變長且邊緣呈現鋸齒狀並呈現白色，內部底襯則變成黑色，死霸裝整體色調都與黑崎一護相反，能力與黑崎一護的卍解相同，都是將自身靈壓與威力用於提升自己的速度，同時使出的月牙天衝是白色的，月牙天衝的邊緣，靈壓呈現紅色，威力遠遠超過黑崎一護的月牙天衝。完成「最後的月牙天衝」修練後，天鎖斬月的卍型變大了，其鎖轋纏繞着一護的右手。此狀態被認為是超越死神和虛的存在，揮一刀威力足以劈開一座山丘。
第二部劇情重獲死神力量後，一護的卍解死霸裝，附有貼住頸部的兩枚半環狀黑色護頸，上衣變成用三組交叉帶固定、衣料包覆整個手部、外衣和底襯的衣擺呈現三股分離撕裂狀的開襟窄長袖大衣，露出部分白色襯衣，手肘以下各別配戴著兩組白色的交叉飾品與手環。天鎖斬月的護手變得和完成無月修行時一樣大，卍型刀鍔的稜角變成弧度且末梢附有倒鉤，一條黑色的長鐵鍊連接著刀鍔底部和刀柄末梢，刀身變得更長並出現三道波浪般的弧度，刀鋒則呈現略為彎曲但更加尖銳的模樣。在千年血戰篇，山本元柳齋重國認為一護的「天鎖斬月」是無法被星十字騎士團成員破壞或竊取的卍解，因為一護的卍解仍有進化的餘地。後因雨葛蘭·哈斯沃德為了阻止一護攻擊優哈巴哈，轉而揮劍斬斷天鎖斬月的刀身的緣故，為了重新鑄刀送至零番隊成員二枚屋王悅的手中敲成碎片。
千年血戰篇裡，一護經過零番隊的協助修行，取得真正的「斬月」和領悟體內滅卻師和虛的力量共存的真相後，於靈王宮和優哈巴哈再度對決時使出全新型態的卍解。卍解時，一護將變成白色的白色長刀和黑色短刀組合成一體；原本的黑白雙刀變成擁有凸出的短角、刀身呈現黑色中心的白色劍刃，刀柄末端綴著一條黑色鐵鍊。其卍解被優哈巴哈視為威脅，一度被優哈巴哈用「改變未來」的能力完全斬斷天鎖斬月的未來，但是月島秀九郎反藉著「過去被更動，未來亦會被改變」的原理和織姬共同修復天鎖斬月。
最終一護對抗優哈巴哈時，天鎖斬月的白色刀刃外殼再度被優哈巴哈粉碎之際，變回劇情初期一護在死神力量剛覺醒時所持有猶如大型菜刀般的始解刀刃。

### 斬月（滅卻師）

斬月

天鎖斬月

斬月
聲優：菅生隆之（日本）；吳文民／官志宏〈劇場版2・緯來版〉（台灣）
千年前的優哈巴哈實體化的模樣為身著漆黑大衣和白色襯衫、有著長髮鬍子臉及戴著半透明的太陽眼鏡的男人，被一護稱為斬月大叔。存在於一護的精神世界中，認為在孤獨的世界裡被雨淋是件可怕的事，因而非常討厭下雨。之後由於在跟浦原喜助的特別訓練中變成虛一護在精神世界內出現，一護取回了死神的力量，跟浦原的一對一競爭挑戰後，一護扔掉恐懼的心理達到斬魄刀解放。在斬月大叔或虛一護的實體化狀態下，一護的精神領域是遍布著高樓大廈的模樣。隨著劇情發展，一護的心境變化，也會影響精神領域裡的環境變化。
在屍魂界跟劍八的戰鬥中，一護因疏忽大意把靈壓放鬆而被劍八刺中要害而重傷，在精神世界內和虛一護戰鬥的事，理解了和斬魄刀一起作戰理由，因而重新復活並和劍八戰成平手。卍解的修行根據轉神體被具體化，引導與一護作戰等中登場過。也因為虛一護和斬月大叔實為一體的緣故，斬月的實體化面貌完全取決於力量傾向較占上風的一方。而在動畫版原創斬魄刀異聞錄篇，斬月大叔也曾因為想要了解一護無法始解時的實力，選擇再次和一護展開決鬥，並在認可對方的實力後自行恢復原狀。
千年血戰篇裡，一護因為在屍魂界守衛戰和優哈巴哈首度交鋒，並於事後透過一心的解說，獲知自己正是優哈巴哈的後裔，在接受二枚屋王悅的協助重鑄斬魄刀的期間，他發現一直以為是實體化斬魄刀的斬月大叔其實是千年前優哈巴哈的化身，也是他體內滅卻師力量的根源。據斬月大叔的說法，他是為了保護一護遠離戰鬥和危險，不希望一護死在自己手上，才會偽裝成實體化斬魄刀的身份，成為對方的力量核心，並在教授一護使用斬魄刀的方式時，總是引導他借用虛的力量，藉此抑制一護不斷增長的實力以阻止他成為死神，但在見證一護堅持信念成為死神後，遂由最初抱持的反對立場，轉變為理解與支持的態度。斬月大叔表明自己對於一護的成長感到欣慰，決定尊重後者的意志，並道出之前一護使用的是他無法完全抑制的力量碎片，在歸還真正屬於一護自身力量的「斬月」後，正式從一護的精神領域裡消失殆盡，僅留下真正的斬月與欣慰的淚，隨後也被王悅製作成斬月的一部分。
天鎖斬月
聲優：森久保祥太郎（日本）；吳文民（台灣）
空座町篇，為了領悟「最後的月牙天衝」，一護藉著「刃禪」以卍解姿態進入精神領域和實體化斬魄刀對話。此出現的是個穿著深色連帽斗篷的短髮青年，自稱為「天鎖斬月」。同時一護的精神領域裡，原先固有的高樓群變成浸泡在水裡的小城鎮，根據天鎖斬月的說法，這是因為一護絕望並停滯不前導致的結果。期間天鎖斬月還和虛一護融為一體，蓄著白髮，左眼變成黑底黃瞳，左邊頭上殘留牛頭假面的角。起初一護修行的時候，天鎖斬月不願意告訴一護有關「最後的月牙天衝」的相關細節，但一護結束修行後，天鎖斬月才提到，最後的月牙天衝－「無月」正是必須承受他的攻擊才能領悟的絕招，也因為施展「無月」之後會喪失所有死神的力量，所以他才會為了保護一護而不願意告訴他有關「無月」的事。實際上天鎖斬月是千年前的優哈巴哈隱藏在一護的身體裡。

### 斬月（虛白）

一護精神領域裡的虛一護

虛一護／白一護
聲優：森田成一（日本）；劉傑／于正昇（台灣）
由於一護曾經在屍魂界拯救篇開端被朽木白哉擊敗，喪失了朽木露琪亞給予他的死神能力，為了進行喚醒死神能力的訓練，斬斷了自己的因果之鏈，同時達成虛化與死神化，在他的精神領域內出現全身蒼白的虛一護，隨時準備侵占他的精神。平子真子曾說過一護體內的虛不是普通的貨色。根據黑崎一心的回憶敘述，該頭潛藏於一護身體裡的虛，正是在20年前被黑崎真咲擊潰的改造大虛「虛白」，藉著咬傷真咲達到轉移的作用，從而令真咲的身體產生虛化現象的結果。起先一心和浦原喜助為了阻止真咲的靈魂持續受到虛化的侵蝕，特地於一心進駐的義骸和真咲體內的虛之力中間建立靈魂鏈接，藉此抑制虛的力量；但隨著一護邂逅露琪亞喚醒死神的力量，接受喜助的訓練獲得斬月，以及屍魂界拯救事件令虛的力量正式覺醒的緣故，現時連一心的靈壓亦無法壓制虛的力量。
虛一護（虛白）不論斬魄刀和死霸裝的色調，都和死神狀態的一護正好相反，性格除了好戰以外，也有冷靜的一面。他的靈力源自於斬月，與斬月為一體。根據虛一護的自身說法，他會呈現為斬月或虛一護的樣貌，取決於這兩者中，力量傾向較占上風的一方。虛一護除了會使用「月牙天衝」作戰以外，甚至會握住斬月刀柄上的白布條其中一端，借此操控斬月進行大範圍的攻擊。目前虛一護在一護的精神領域裡總共有三次決戰紀錄：第一次是一護被更木劍八砍到身體並踏進精神領域時，斬月要求虛一護協助一護重新認識自己的斬魄刀；第二次是一護在假面軍勢的基地進行虛化控制訓練的期間；第三次則是一護在空座町篇進行「最後的月牙天衝」修行的時候。然而在動畫版原創斬魄刀異聞錄篇，實體化的斬月為了測試一護的實力，於精神領域與後者交戰時，虛一護亦曾現身和一護聯手作戰，使得斬月為此認可一護的實力，自行恢復成斬魄刀的模樣。當一護無法完全掌握斬魄刀的能力，或是性命危在旦夕的時候，虛的力量就會為了保護一護而瞬間爆發，暫時地代替斬月成為主導戰局的力量。
在一開始的時候，一護還不能控制虛化，只要一虛化就會喪失自我並且不分敵我發動攻擊。但在經過假面軍勢的修鍊後，一護才變的熟練，可以在虛化狀態下保持本性不變。當一護在假面軍勢的指導下，進入精神領域裡和虛一護展開決鬥時，其精神領域裡亦曾短暫出現更木劍八的幻影（動畫版則增加白哉和狩矢（動畫版原創人物）的幻影形象），提醒一護關於本能與戰鬥之間的關聯，才使得一護因此覺醒並戰勝虛一護。
虛化狀態的一護，眼睛變成黑底黃瞳，並且會戴上白底紅紋的虛面具，虛化後力量大幅度提高，但虛面具會隨著時間流動自動裂開一部分。隨著劇情發展，一護的虛化時間逐漸延長（一開始只能維持11秒），而且每一次虛化，面具花紋都會產生變化。一旦虛化面具受到外力攻擊，或是抵達虛化時限導致完全破碎的話，虛化狀態也會隨之解除。當一護以「完全虛化」的狀態戰勝烏爾奇奧拉·西法，到虛夜宮底層對抗第零刃牙密並再度使用虛化時，虛面具則出現較平常時還要異常沉重的跡象。
空座町篇，一護進入精神領域準備和天鎖斬月問出「最後的月牙天衝」時，天鎖斬月亦將虛一護拉出一護的體內。此時的虛一護，臉上戴著一護完全虛化狀態時的牛頭假面，但是面具色調是黑底白紋，除了蓄著白色長髮以外，還穿著下擺分岔、袖口與衣領皆為黑色的窄袖上衣。天鎖斬月更提到，一護害怕自己內在的破壞衝動徹底爆發而無法達成像樣的虛化。之後虛一護更與天鎖斬月合為一體，只留下左邊的角，髮色變白並長過頸部，左眼呈現黑底黃瞳的模樣。在一護使出最後的月牙天衝後的時間就不再出現過。後來一護於千年血戰篇正式通過二枚屋王悅的試煉，選出自己專屬的淺打時，淺打在接觸到一護的瞬間，蛻變成外型和一護相仿，配戴著虛化面具的模樣，推測現在應該沉睡在黑崎一護的靈力深處。
根據二枚屋王悅的解說，一護以往在精神領域裡看見的斬月大叔其實是千年前優哈巴哈的化身，將自己偽裝成實體化斬魄刀的身份；而潛入一護的靈魂深處，和原本的死神力量融合的虛一護（虛白）才是真正的實體化斬魄刀 ，但一護相信斬月大叔和虛一護都是真正的斬月：長刀斬月是虛一護；短刀斬月是千年前的優哈巴哈。
| 技能名稱                          | 簡介 |
| --------------------------------- | --- |
| 技「致命的飛鏢（Deadly Darts）」  | 以纏繞在刀柄上的布做為支點，來轉動斬月，藉由離心力將它扔出去的招式。 |
| 技「月牙天衝（Getsuga tenshou）」 | 斬月的能力就是利用自己的靈力，從刀尖放出由超高密度靈壓組成的銀白色斬擊，在威力和射程距離兩者都遠超過通常斬擊的程度，同時跟對象的距離越近，命中的時候威力變得更高。而一護心理世界的虛一護使用的月牙天衝的時候是黑崎一護卍解的黑色月牙天衝顏色，威力也遠遠超過黑崎一護的月牙天衝威力。 |
| 技「天舞連迅（Tenburenjjn）」     | 卍解後，能力大幅提升的一護利用速度等能力的提升所進行的超高速亂舞攻擊，曾與朽木白哉一戰時為了抵擋「吭景·千本櫻景嚴」而使用，而且內心世界的虛意志也能使用這招，在ＰＳＰ遊戲中如果使用這招但未擊中敵人，會變成空中對地遠距離攻擊的小型月牙天衝連擊。                                    |
| 技「黑流牙突（Kokuryungatotsu）」 | 卍解後，虛一護將自身的虛的靈壓聚集在右手，對敵人進行刺穿，刺穿敵人胸膛，威力比月牙天衝強大，在ｐｓｐ靈魂嘉年華上出現過。 |

### 技能與招式
| 技能名稱                                                   | 簡介 |
| ---------------------------------------------------------- | --- |
| 技「劍壓（Sword pressure）」                               | 一護使用靈壓所發射出來的斬擊，威力強大，類似月牙天衝的斬擊。動畫版靈壓顏色為青色。 |
| 技「靈魂對接（Soul Docking）」                             | 一護透過浦原喜助的協助，喚醒自身死神力量之前，為了和雨龍抵抗來犯現世的基力安而臨時想出的合體技。一護將自己的斬魄刀固定在雨龍的頭頂，藉此強化雨龍的神聖滅矢，靈弓外圍覆蓋的靈子體積也會產生變化。原先兩人本欲藉著此招的距離優勢擊敗對手，但最終仍演變成一護獨自迎擊並擊退基力安的情況。 |
| 技「月牙天衝（Getsuga tenshou）」                          | 斬月的能力就是利用自己的靈力，從刀尖放出由超高密度靈壓組成的银白色斬擊，在威力和射程距離兩者都遠超過通常斬擊的程度，同時跟對象的距離越近，命中的時候威力變得更高，也可把月牙天沖纏繞在斬月上，使得每次攻擊都有月牙的威力。一護在代理死神消失篇學習運用完現術的時候，曾因為死神力量與完現術融合，得以在完現術狀態下使用此招。第二部劇情重獲死神力量後，一護在普通狀態下施展的月牙天衝，不僅大幅提升了攻擊範圍，而且威力已經足以將一棟大宅邸瞬間劈成兩半（動畫版劈開大宅邸的同時，連天上的烏雲也會被斬擊的氣流所驅散）。 卍解後，天鎖斩月放出的月牙天衝是黑色的，威力增强，形態就像是一彎黑色的月牙，即「黑月牙（Kuroi Getsuga）」。虚化狀態下，月牙仍然为黑色，但威力和速度都有所提高。在劇場版地獄篇則因為獲得地獄的力量，而釋放出金色的月牙天衝。 千年血戰篇裡，一護透過二枚屋王悅的協助重鑄斬魄刀，取得真正的「斬月」後，亦因為斬魄刀變成一長一短的雙刀組合而調整作戰方式，可從長刀或短刀的刀尖施展此招攻擊對手。 |
| 技「天舞連迅（Tenburenjjn）」                              | 卍解後，能力大幅提升的一護利用速度等能力的提升所進行的超高速亂舞攻擊，曾與朽木白哉一戰時為了抵擋「卍解」而使用。 |
| 技「黑流牙突（Kokuryungatotsu）」                          | 一護卍解時將自身的靈壓聚集在右手，再進行突刺刺穿敵人，與朽木白哉一戰時為了跟白帝劍抗衡而使出。 |
| 技「空裂閃（Kurestusen）」                                 | 一護在「超越者」狀態時，所揮出的每一刀便可夷平一座高山，與藍染交戰的時候出現。 |
| 技「地裂崩擊（Chiretsu Hogeki）」                          | 一護將靈壓聚集在斬月上，往下一刺，聚集在斬月的靈壓將會釋放出來，曾於屍魂界拯救篇運用此技成功破壞了雙極之丘。 |
| 技「月牙十字衝（Getsuga Jjuujishou）」                     | 一護於千年血戰篇透過二枚屋王悅的協助重鑄斬魄刀，取得真正的「斬月」後，所習得的攻擊招式，為「月牙天衝」的延伸變化技能。先揮舞左手的短刀，施展超高密度靈壓組成的银白色斬擊，然後再揮動右手的長刀，形成大型的银白色十字型斬擊攻擊對手，可在擊中目標的瞬間引起大規模的爆炸。 |
| 技「月牙天衝凝聚版（Getsuga tenshou）」                    | 相同於月牙天衝，不同的地方為在做出月牙劃擊動作時，會將劃擊留空待置幾秒凝聚靈力後再使出。初次使用在於千年血戰篇習得第二把斬月後。 |
| 最後的月牙天衝「無月（Saigo no Getsuga tenshou-Mugetsu）」 | 一護目前最強的招式，將自己化為月牙。施展此招時頭髮變黑並垂長過腰，左半身軀多了深色紋身，同時從鼻部以下的臉孔與上半身軀被灰色的繃帶包覆，右手充斥着強烈的黑闇能量，最終化為超大型的黑闇斬擊波。使用此招後就會喪失所有死神的力量，這就是「最後」的意思。動畫版中顯示在使用「無月」狀態下的一護雙眼會發紅。 |

## 各種技能型態

### 完全虛化

完全虛化的黑崎一護使出了虛閃。

曾在破面篇、動畫護廷十三隊侵軍篇及劇場版地獄篇中短暫登場，由過度的憤怒及怨恨所導致的理智喪失是此形態出現的原因（或身受重傷），故也被稱為暴走形態。
全身為白色，面具頭上有牛角，頭髮變長，虛洞於身體中央，身上多了特殊紋路及腳部長有利爪，四肢皆有紅色絨毛護腕。此狀態下的一護力量大增，能發動破面的特有技能與能力。但在虛化解除後，一護並不記得自己曾做過的事。在動畫原創斬魄刀異聞錄篇與斬月為敵時，曾變成另一種型態。頭髮也變長，面具紋路為左半邊多把鐮刀般，長出尾巴，身體紋路變多延伸到四肢，釋放虛閃方式為食指伸直，餘四指稍微放下，跟烏爾奇奧拉·西法的方式一樣。
此型態由於是藉由虛一護的力量發動的，因此在外貌上與虛一護原本的外貌（虛白）相似，連發動虛閃的方式也一模一樣。
牛角型態的紋路是黑色，由一護直接變成，身體嬌小，行動迅速，與烏爾奇奧拉·西法一戰時，身體都沒被攻擊到。尾巴型態的紋路是紅色，由虛一護以胸口的白色黏液覆蓋一護而成，體型較為龐大，行動遲緩，容易被攻擊。
| 技能名稱                                  | 簡介 |
| ----------------------------------------- | --- |
| 「虛閃（Cero）」                          | 由頭上的雙牛角間積蓄後釋放的巨大虛閃。動畫版顏色為紅色。靈子濃度強大到足以抵銷烏爾奇奧拉的黑虛閃，亦可以破壞掉咎人的鎖鍊。 |
| 「響轉（Sonido）」                        | 高速移動技。曾躲過烏爾奇奧拉的探查神經且感覺不到他的氣息。                                                                 |
| 能力「超速再生（Speeding regeneration）」 | 除了腦和內臟器官外，其餘身體構造都能瞬間再生。一旦內臟被破壞，超速再生就會失效，肉體也會崩壞成灰。                         |
| 能力「刀鏈（Chain）」                     | 手部發出紅光，可將斬魄刀隔空移動至手上。                                                                                   |

遊戲原創技
| 招式名稱                  | 簡介 |
| ------------------------- | --- |
| 「咆哮」                  | PS3 《死神：靈魂爆破》 原創技。                                                                                         |
| 「一閃月牙」              | PS3 《死神：靈魂爆破》 原創技。                                                                                         |
| 能力「無心（Unwitting）」 | PS3 《死神：靈魂爆破》 原創技，利用響轉高速移動到對手的各角度等位置，對敵人進行各部位的斬擊之後在敵人正前方向敵人刺擊。 |

### 完現術之力
一護的死神代理許可證，能在每次戰鬥結束時，記憶持有者的戰鬥記憶，因此一護在空座町大戰喪失死神能力後，於第二部劇情接受XCUTION（執行部）的訓練，學會運用自己的代理證作為完現術的媒介。是「裝衣型（Clad Type）」的完現術，能力是將自身能力作為裝備著裝於身。後來在大宅邸事件被銀城空吾奪去一護的完現術力量，但在完現術修行後使一護的臂力和基本技術有所提升，同時部分的完現術力量和新的死神力量融合，成為一護從代理死神篇後段至千年血戰篇前期的死霸裝配飾。
| 階段     | 簡介 |
| -------- | --- |
| 第一階段 | 緊握代理證時，會出現大型的「卍」字黑紅色靈壓（動畫版則變成四個末梢附著短刃，中央與圓圈疊合的大十字型黑紅色靈壓）。雖然「卍」字靈壓不具有攻擊作用，但能用於防禦對手的攻擊。可藉著揮動代理證的動作，射出黑色的迴轉飛鏢攻擊對手，飛鏢的迴轉翼片片數為三至六片。不過在持續使出此招的狀況下，飛鏢的迴轉翼片片數也會隨之減少，當連續放出三次飛鏢後就會露出一次破綻。                               |
| 第二階段 | 右手前端與黑色的刀刃合為一體，身著略有破損的死霸裝（動畫版的死霸裝襯衣與腰帶則變成黃綠色）。此階段的一護，開始學會抽取地面和部分空氣的靈魂進行移動並以黑色的靈力大刀攻擊，已能對月島產生傷害。一旦遭受攻擊，該部位覆蓋的完現術也會隨之解除。 |
| 最終階段 | 刻有細條紋的片狀面具從頸部後方延伸至兩頰與鼻樑上，身著連身式的黑白緊身護甲，背後附著短劍鞘。緊握代理證時，代理證的側邊會出現短刀身與刀柄，變成一把短劍。將短劍收入劍鞘時，代理證上的交叉骷髏圖案，會變成壓著兩條粗黑線與四枚黑色小三角形的黑色叉型。由於死神的力量和完現術融合，此狀態的一護可藉著揮動短劍施展「月牙天衝」。根據作者在日本周刊少年表示，一護的此身裝扮的設計靈感來自特攝片。 |

### 滅卻師之力
一護體內的滅卻師能力，遺傳自身為高等滅卻師的母親—黑崎真咲，在千年血戰篇因為和無形帝國的滅卻師交戰的緣故，連帶喚醒體內靈壓裡的記憶，從而讓自己的滅卻師能力覺醒。
| 技能（能力）        | 簡介 |
| ------------------- | --- |
| 靜血裝（Bult Vene） | 一護於代理死神篇後段重獲死神力量後，於千年血戰篇領悟的特殊能力。將自身的靈壓灌入全身的血管內部，藉此提升施術者的防禦力。只要對手的攻擊力還在靜血裝的承受範圍內，施術者就能毫髮無傷，而且被攻擊的部位，還會浮現淺色的血管紋；倘若對手的攻擊力超過靜血裝的承受範圍，施術者將會因此受到傷害。此術原本是滅卻師的專屬戰鬥能力，但一護在受到基路傑·歐丕利用靈子牢籠監禁的期間，為了破壞對手設下的陷阱而將靈壓釋放至極限，以至於爆發般解放的靈壓殘遺回歸體內的同時，連帶地將週圍的靈壓（包含基路傑設置的靈子陷阱裡，蘊含的滅卻師靈壓）帶進身體裡，進而從根源喚醒靈壓裡的記憶，才領悟這項技能。 |

### 半虛化型態
在千年血戰篇中與優哈巴哈對戰中釋放的型態，瀏海上揚，左耳上方長出一支單邊巨角，左臉有著紋路，且左眼瞳孔反黑。此型態結合了斬月從黑崎真咲繼承的滅卻師力量、來自一心的死神之力及在他體內的虛白之力。
| 技能（能力）                      | 簡介                                                                 |
| --------------------------------- | -------------------------------------------------------------------- |
| 技「王虛的閃光」（Gran Rey Cero） | 威力最強的虛閃。從交叉的斬月和巨角釋放，此技能還結合了「月牙天衝」。 |

### 地獄型態
僅在劇場版四《地獄篇》登場，因獲得地獄之意賜予力量而衍變的型態。頭部左側配戴金色骷髏面具，鑲嵌骷髏的護甲覆蓋左半身軀和右邊肩膀，此狀態的一護可釋放出金色的「月牙天衝」，威力比卍解下的「月牙天衝」還強大，可一擊劈開咎人的鎖鏈，但若解除型態會反被地獄之意視為敵人。
遊戲原創技
| 招式名稱           | 簡介                            |
| ------------------ | ------------------------------- |
| 「 怨流破 」       | PS3 《死神：靈魂爆破》 原創技。 |
| 「 冥旋崩擊 」     | PS3 《死神：靈魂爆破》 原創技。 |
| 「 煉獄月牙天衝 」 | PS3 《死神：靈魂爆破》 原創技。 |

## 其他資料
- 首次決鬥排行榜當中，一護總共有四項與他人的決鬥排上前三名，第一名是對抗朽木白哉，第二名是對抗烏爾奇奧拉·西法，至於對抗阿散井戀次與葛力姆喬·賈卡傑克的決鬥則同時名列第三名[71]。
- 在千年血战篇，一护新卍解被友哈巴赫斩断后，友哈就把一护身上的灭却师之力收回的同时虚之力也跟隨著消失。

## 卷首語
- 「正因為我們看不見，那才可怕」——單行本第一集。
- 「一旦生了锈，就无法使用了，要是无法再使用，我就会碎裂。  没错，所谓的尊严其实跟刀很像」——單行本第八集（斬月）。
- 「沒錯，不管是什麼，都無法改變我的世界」——單行本第十九集。
- 「我們每個人，打從出生那一刻起就要面對死亡。結束總是在……開始之前就已經存在了。  如果說活著，是為了不斷學習認知的話，我們最後所知道的東西就是結束。等我們找到結束，完全認知這件事就代表……即將死亡。  我們必須嘗試理解某些事。無法超越死亡的人，那就更必須去理解某些事。」——單行本第二十五集（虛一護）。
- 「在沒有你的世界，我是否能跟得上它的速度？」——單行本第四十九集。
- 「我相信這個世界充滿了危險，之所以想要保護你免於危險，就是因為在我心中有著跟那個危險同樣性質的衝動。 」──單行本第六十一集（斬月）。
- 「封鎖天際的太陽。」 ── 公式設定集 - 角色篇 SOULs 。

## 備註
1. ↑  1.漫畫第3章，龍貴提及她經常在私底下邀請一護去遊樂場打電動；而在漫畫第424章與第429章，一護曾經將從龍貴和織姬手中借來的遊戲和漫畫歸還給對方。
2. ↑  2.在松原真琴著作的官方小說「The Honey Dish Rhapsody」的記述內容裡，一護還曾經在屍魂界拯救事件落幕後至返回現世之前的期間，和十一番隊副隊長草鹿八千流對弈黑白棋，但最終仍因為實力落差過大而敗給八千流，還被對方調侃棋藝無法與其相提並論。
3. ↑  3.漫畫正式連載前的第0章，作者設定露琪亞因為轉移力量給一護導致身體縮小，才讓一護代替她執行代理死神的工作[37]。
4. ↑  4.漫畫正式連載前後，一護和露琪亞處理織姬的事件設定有所差別[37]。在漫畫第0章，一護在神社見到因為跌落階梯而靈魂出竅的織姬時，便擅自斬斷對方的因果之鏈，並挺身對抗變成虛的織姬父親，事後由露琪亞將織姬短暫接引到死神的國度；正式連載後，一護和露琪亞在織姬的租屋處，對抗變成虛的織姬兄長，一護沒有斬斷織姬的因果之鏈，露琪亞則是對織姬施予治療後消除她的記憶。
5. ↑  5.動畫版由於增加一護將代理證拋入河裡，並在隔天拯救被搶匪打暈的啟吾和水色的劇情，以至於一護被改成聽完銀城說明後不但沒有直接答應合作，還聲稱他想知道的只有同伴發生的狀況，而非銀城說明XCUTION邀請他進來的理由；其後增加銀城救了被虛攻擊的游子和一護的劇情，使得一護重新思考同伴之間發生的危險情況，才正式答應和XCUTION合作，銀城也順勢將拾獲的代理證歸還給一護。
6. ↑  6.動畫版則因為增加莉露卡再度幫助一護進行修練的劇情，賈姬也因此被延後到第三階段才負責指導一護。
7. ↑  7.漫畫第498章，一護卍解狀態的衣襟，變成和第一部劇情類似的和服模樣；而在漫畫第499章，天鎖斬月的護手，則變回和第一部劇情相同的形狀。